# El gigante egoísta
El gigante egoísta es un cuento de hadas escrito por el poeta, escritor y dramaturgo británico-irlandés Oscar Wilde. Fue publicado por primera vez en Londres(1888) en El Príncipe Feliz y otros cuentos junto a otros cuatro cuentos del autor.

## Argumento
El gigante egoísta tiene un gran jardín, aunque había estado fuera por 7 años. Unos niños aprovechan que el gigante va de visita a casa de un ogro para disfrutar de su jardín. Cuando una tarde el gigante regresa de visitar a su primo, sorprende a los niños; los echa y construye un muro para evitar que vuelvan. Pero, sin los niños en el jardín reinó la tristeza. Los árboles no daban flores ni frutos, los pájaros no trinaban y no hubo ya primavera en él. Solo inviernos. Pasado el tiempo, los niños entraron al jardín por una abertura y todo el lugar reverdeció. El Gigante quedó maravillado y pensó que había sido egoísta; derribó el muro y él mismo invitó a los niños a jugar. A poco notó a un muchacho muy pequeño que no podía trepar a un árbol y que se sentía desdichado. El Gigante ayuda al muchacho a trepar a un árbol al que quiere subir, y el niño, agradecido, le besó. Tras ello, el gigante anunció: «Desde ahora, éste es vuestro jardín, queridos niños», y derribó, como se había propuesto, el muro. Los niños, a partir de entonces, juegan y se divierten libremente en el jardín. Pero no así el niño al que el gigante ayudó y al que más cariño tomó; no lo volvió a ver. Muchos años más tarde, el gigante es viejo y débil, y despierta, una mañana de invierno, para ver los árboles en una parte de su jardín en plena floración.

## Publicación
- El gigante egoísta (Великан-эгоист), cortometraje ruso de dibujos animados de 1982, producido por los estudios Soyuzmultfilm.